# Álvaro Rodríguez (labdarúgó, 2004)
Álvaro Rodríguez (Palamós, 2004. július 14. –) spanyol és uruguayi korosztályos válogatott labdarúgó, az Elche játékosa.

## Pályafutása

### Klubcsapatokban
Rodríguez a spanyolországi Palamós városában született. Az ifjúsági pályafutását a Global Palamós, a Gironès-Sàbat és a Girona csapatában kezdte, majd a Real Madrid akadémiájánál folytatta.
2021-ben mutatkozott be a Real Madrid tartalék, majd 2023-ban az első osztályban szereplő felnőtt keretében. Először a 2023. február 18-ai, Osasuna ellen 2–0-ra megnyert mérkőzés 88. percében, Rodrygo cseréjeként lépett pályára. Első gólját 2023. február 25-én, az Atlético Madrid ellen hazai pályán 1–1-es döntetlennel zárult találkozón szerezte meg. A 2024–25-ös szezonban a Getafe-nál szerepelt kölcsönben. 2025. július 22-én négyéves szerződést rt alá az Elche csapatával.

### A válogatottban
Rodríguez az U18-asban Spanyolországot, míg az U20-as korosztályú válogatottban Uruguayt képviselte.

## Statisztikák
2024. augusztus 30. szerint
| Klub                 | Szezon   | Osztály               | Bajnokság | Bajnokság | Kupa  | Kupa | Ligakupa | Ligakupa | Nemzetközi | Nemzetközi | Egyéb | Egyéb | Összesen | Összesen |
| Klub                 | Szezon   | Osztály               | Meccs     | Gól       | Meccs | Gól  | Meccs    | Gól      | Meccs      | Gól        | Meccs | Gól   | Meccs    | Gól      |
| -------------------- | -------- | --------------------- | --------- | --------- | ----- | ---- | -------- | -------- | ---------- | ---------- | ----- | ----- | -------- | -------- |
| Real Madrid Castilla | 2021–22  | Primera División RFEF | 17        | 4         | —     | —    | —        | —        | —          | —          | —     | —     | 17       | 4        |
| Real Madrid Castilla | 2022–23  | Primera Federación    | 24        | 7         | —     | —    | —        | —        | —          | —          | 4     | 0     | 28       | 7        |
| Real Madrid Castilla | 2023–24  | Primera Federación    | 34        | 10        | —     | —    | —        | —        | —          | —          | —     | —     | 34       | 10       |
| Real Madrid Castilla | Összesen | Összesen              | 75        | 21        | 0     | 0    | 0        | 0        | 0          | 0          | 4     | 0     | 79       | 21       |
| Real Madrid          | 2022–23  | La Liga               | 6         | 1         | 2     | 0    | —        | —        | —          | —          | —     | —     | 8        | 1        |
| Real Madrid          | 2023–24  | La Liga               | 1         | 0         | 1     | 0    | —        | —        | —          | —          | —     | —     | 2        | 0        |
| Real Madrid          | Összesen | Összesen              | 7         | 1         | 3     | 0    | 0        | 0        | 0          | 0          | 0     | 0     | 10       | 1        |
| Getafe (kölcsön)     | 2024–25  | La Liga               | 22        | 2         | 4     | 1    | —        | —        | —          | —          | —     | —     | 26       | 3        |
| Elche                | 2025–26  | La Liga               | 0         | 0         | 0     | 0    | —        | —        | —          | —          | —     | —     | 0        | 0        |
| Összesen             | Összesen | Összesen              | 104       | 24        | 7     | 1    | 0        | 0        | 0          | 0          | 4     | 0     | 115      | 25       |

## Sikerei, díjai
Real Madrid
- La Liga
  - Bajnok (1): 2023–24

- Copa del Rey
  - Győztes (1): 2022–23

- Spanyol Szuperkupa
  - Győztes (1): 2024
  - Döntős (1): 2023

- Bajnokok Ligája
  - Győztes (1): 2023–24

- FIFA-klubvilágbajnokság
  - Győztes (1): 2022

Uruguayi U20-as válogatott
- Dél-amerikai U20-as labdarúgó-bajnokság
  - Döntős (1): 2023